# Biblioteca e Arquivos Nacionais do Quebec
A Biblioteca e arquivos nacionais do Quebec (em francês: Bibliothèque et Archives nationales du Québec (BAnQ),é
uma empresa estatal da província de Quebec, Canadá, surgida a partir da fusão da Biblitoeca nacional do Quebec e dos Arquivos nacionais do Quebec em 2006. A Biblioteca nacional do Quebec havia se fundido anteriormente à Grande Biblioteca do Quebec em 2002.
A BAnQ tem o objetivo de oferecer acesso à cultura e ao conhecimento. Ela coleta, conserva e difunde o patrimônio documental do Quebec ou relativo ao Quebec. Oferece também serviços de biblioteca pública. Regrupa também a Grande Biblioteca, um centro de conservação e nove centros de arquivos em Montreal, Quebec, Gatineau, Rimouski, Rouyn-Noranda, Saguenay, Sept-Îles, Sherbrooke e Trois-Rivières, bem como um centro de serviço em Gaspé.

## Histórico

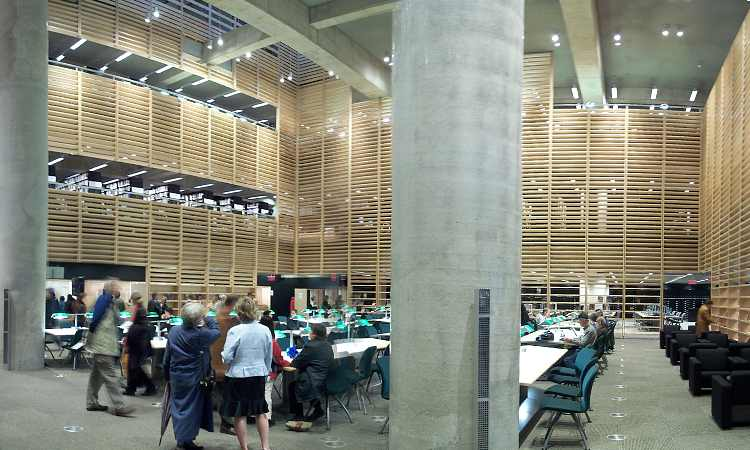
Sala de leitura na Grande Biblioteca.

Os Arquivos Nacionais do Quebec (ANQ) foram criados em 2 de setembro de 1920. A instituição tinha por objetivo gerenciar documentos históricos do Quebec bem como agrupar documentação sobre a história do Quebec. A instituição fui anexada ao Ministério da Cultura em 1961. Até 1963, a instituição chamaa-se Arquivos da Província de Quebec.

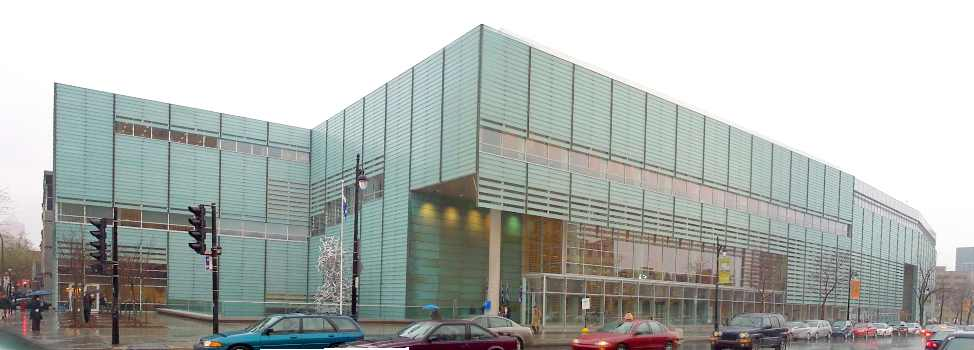
Fachada da Biblioteca sobre o Boulevard Maisonneuve em Montreal.

Em agosto de 1967, a Assembleia National do Quebec cria a Bibliteca Nacional do Quebec (BNQ), subordinada ao Ministério da Cultura. No início, a BNQ continha as obras e coleções da biblioteca de Saint-Sulpice em Montreal, que havia sido criada em 1915 pela Congregação de Saint-Sulpice. Em 1968 a regulamentação oficial do depósito legal entra em vigor obrigando editores da província a depositar na BNQ dois exemplares de suas obras impressas, compreendendo livros, brochuras, jornais, revistas, livros artísticos e partituras. Em 1971, o governo do Quebec regionaliza os Arquivos Nacionais do Quebec, abrindo centros de arquivos em diversas regiões da província.
Um catálogo on line chamado Iris é disponibilizado ao público em 1994, permitindo acessar gratuitamente uma descrição do conjunto de obras disponíveis no acervo da biblioteca.
Em 1997, surge a iniciativa de criar uma Grande Biblioteca com o objetivo de difundir os documentos disponíveis na BNQ e na então Biblioteca Central de Montreal. A construção da Grande Biblioteca vai de 2001 a 2004 no centro de Montreal. No outono de 2004, as coleções da Biblioteca Central de Montreal e as da antiga BNQ bem como novas aquisições são disponibilizadas na nova biblioteca. Em 29 de abril de 2005 realizou-se sua abertura protocalr, e em 3 de maio de 2005 ela inicia suas atividades.
Em 31 de janeiro de 2006 a Biblioteca National do Quebec e os Arquivos Nacionais do Quebec são fundidos, dando origem à  Biblioteca e Arquivos Nacionais do Quebec (Bibliothèque et Archives nationales du Québec) ou BAnQ.

### Ligações Externas
- «Sítio oficial»